# 王金存
王金存（1936年5月—），河北乐亭人，中国社会科学院世界经济与政治研究所研究员，中国社会科学院荣誉学部委员。1960年毕业于辽宁大学经济系。